# スーリヤヴァルマン1世
スーリヤヴァルマン1世（クメール語: សូរ្យវរ្ម័នទី១, Suryavarman I, ? - 1050年）は、クメール王朝（現在のカンボジア及びタイ東北部付近）の王（在位：1010年 - 1050年:134–135）。内乱を収拾し、東西に領土を拡大した。宗教面では大乗仏教を支持し、クメールへの上座部仏教の拡大に寛容であったため、ジャヤーヴァルマン7世と並ぶ仏教の庇護者とされた:134。諡号はニルヴァーナパダ「涅槃に行った王」の意）

## 生涯

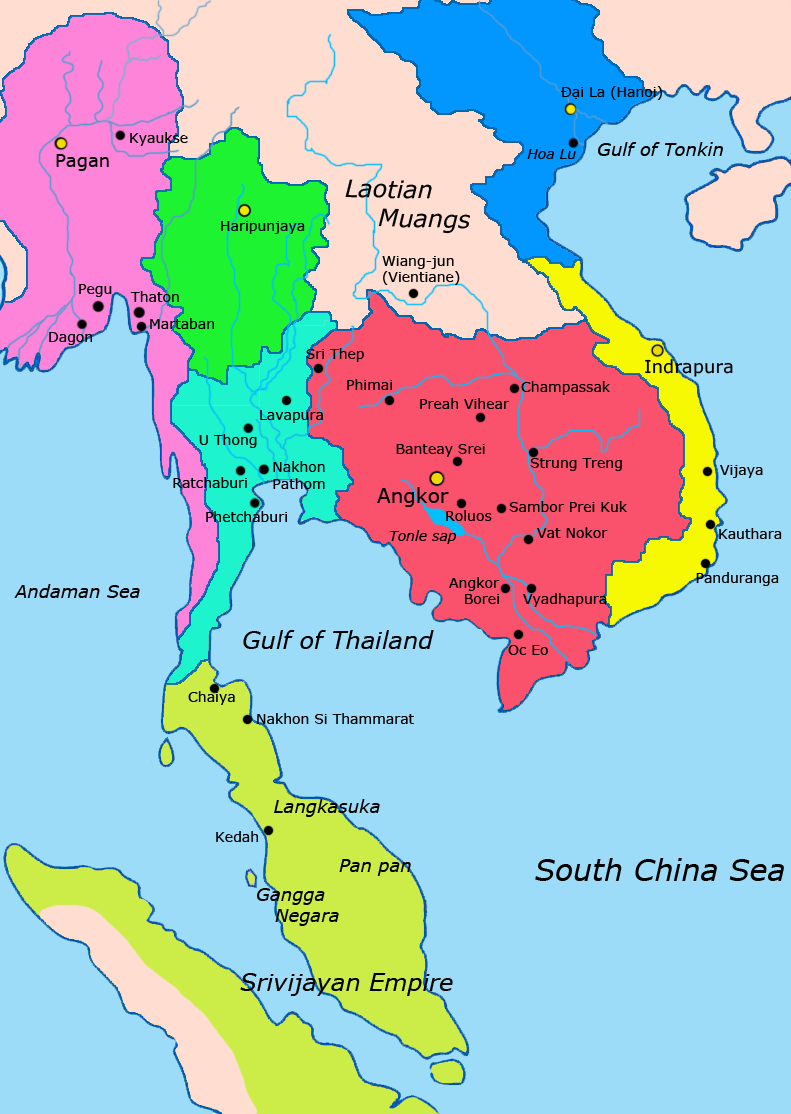
1000-1100年頃の勢力図
クメール
ラヴォ
ハリプンチャイ
シュリーヴィジャヤ
パガン

最盛期のチョーラ朝の領土と勢力圏

1002年、ウダヤディーチャヴァルマン1世が即位からわずか一年で死去し、代わって王位をマレー半島にあるタンブラリンガ国系のジャヤヴィラヴァルマンが簒奪したことでクメール王朝は9年間の内乱に陥った。内乱はジャヤヴィラヴァルマンが排除されることで収束し、代わって1010年にサプタデーヴァクラ家から支援を受けたスーリヤヴァルマンが即位した。ただし、実質的な統治自体は1006年以前から開始されており、即位の時点ですでに隣国のラヴォ王国に侵攻を開始していた。ラヴォ王国はタイ西部にあるモン族の国だったがクメール朝に制圧された。しかしその北部には同じモン族の本拠地となるハリプンチャイ王国が存在し、クメール朝は10年間に渡って何度もその攻撃を受けた。
また即位の経緯からマレー半島のタンブラリンガ王国と対立しており、そのタンブラリンガ王国はマレー半島、ジャワ島、スマトラ島を影響下に置く強大なシュリーヴィジャヤ王国に属していた。そのため1012年、スーリヤヴァルマンは南インドのチョーラ朝に助力を求めた:136。チョーラ朝は現在のタミル・ナードゥ州を本拠とするタミル語ヒンドゥー系の国家であり、海のシルクロードがもたらす富を求め、勢力圏をインド東岸からビルマにかけて拡大していた。マラッカ海峡はまさにその宿願とも言える地帯であり、スーリヤヴァルマンの要請を好機としてチョーラ朝は大規模な海軍を派遣する。結果、クメールとチョーラの連合軍はタンブラリンガとシュリーヴィジャヤの連合軍を撃破し、シュリーヴィジャヤの都市はチョーラ軍に略奪され勢力は弱体化した
。
これらの外征によってスーリヤヴァルマンはクメール朝の領土を西は旧ラヴォ王国のロッブリー、東はイーサーン（現ラオス）まで拡大し、南部ではマレー半島からの影響を排除した:136–137。以降、40年に渡る治世においてスーリヤヴァルマンは国土の維持と防衛に務め、4,000人に及ぶ役人を集めて忠誠を誓わることで権力基盤を強化した。宗教においては大乗仏教を支持してその拡大を妨げない一方で、ヒンドゥーを始めとする他宗教の習慣もまた妨げなかった。建設事業ではジャヤヴァルマン5世の死によって中断されていたタ・ケウを完成させるともに、ピミアナカスを守る城壁の建設とプレアヴィヒア寺院の増築も行った:95–96 。他にスーリヤヴァルマンが建設したと思われる建造物としてはプレア・カーン・コンポン・スヴァイ（宗教施設であり、交易基地、軍事基地を兼ねたと思われる建造物）、東西8キロメートル、南北2.1キロメートルに及ぶ現存する最大のクメール貯水池となる西バライ:371 などが現存している。

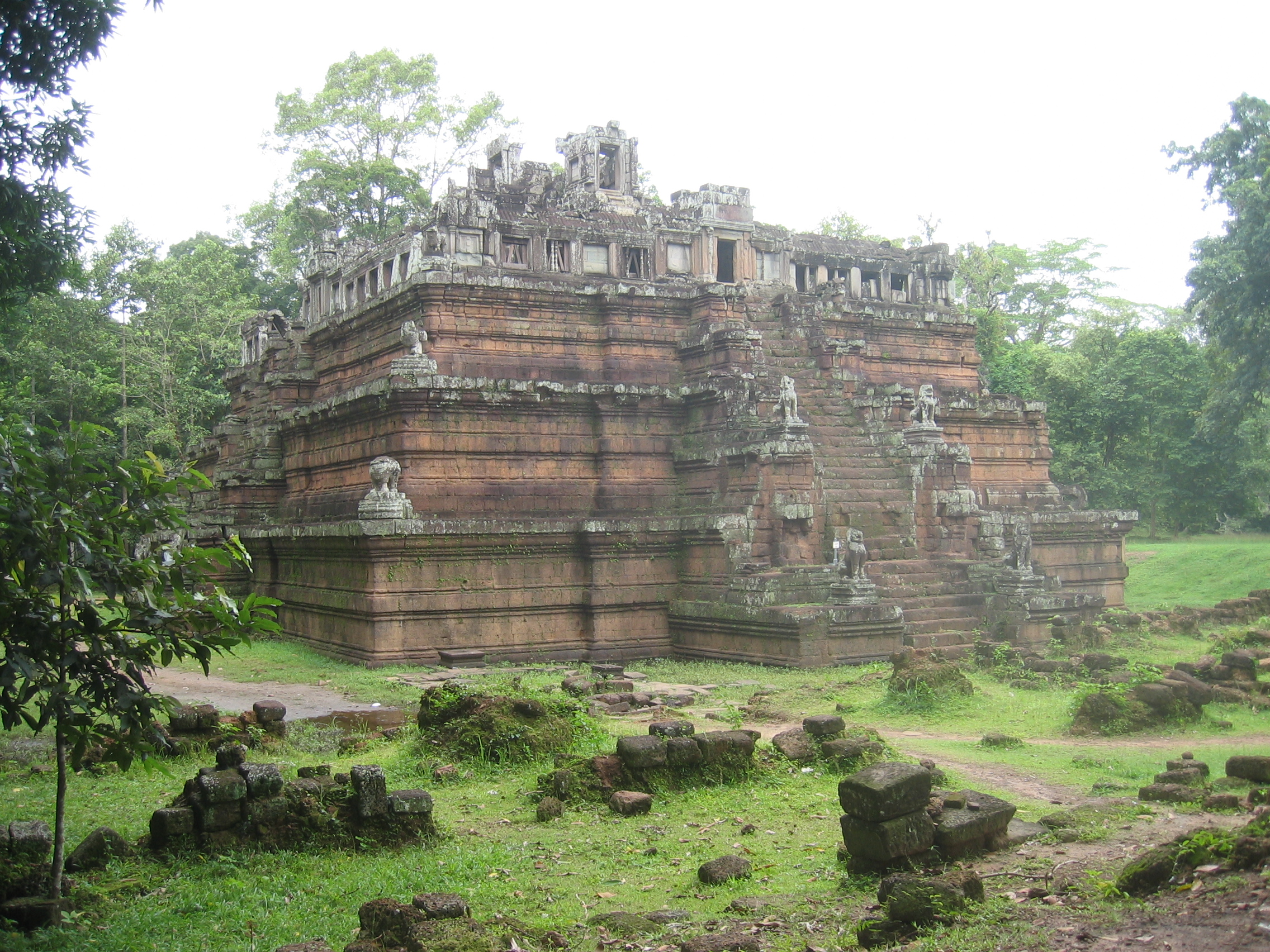
ピミアナカス
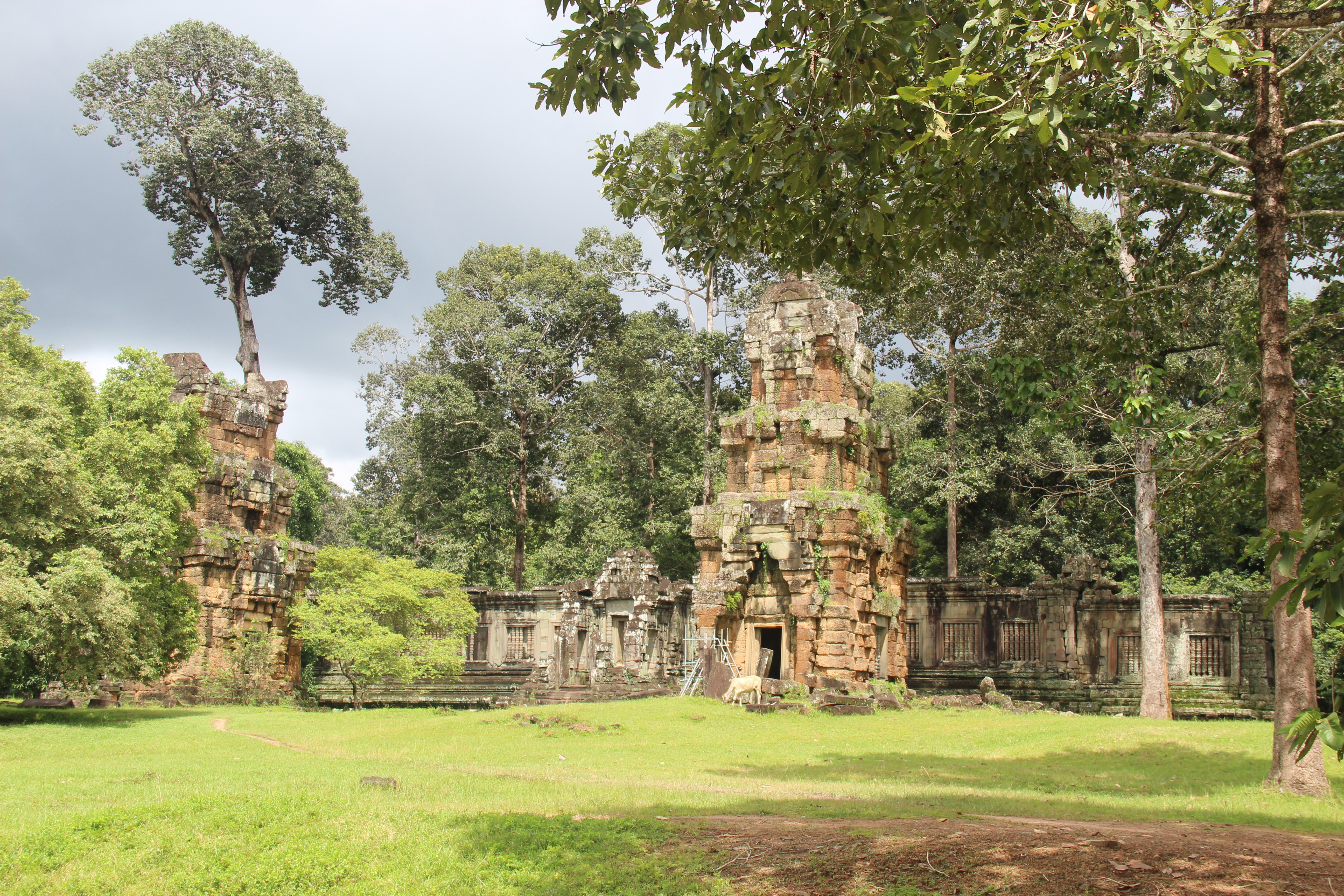
南クリアン
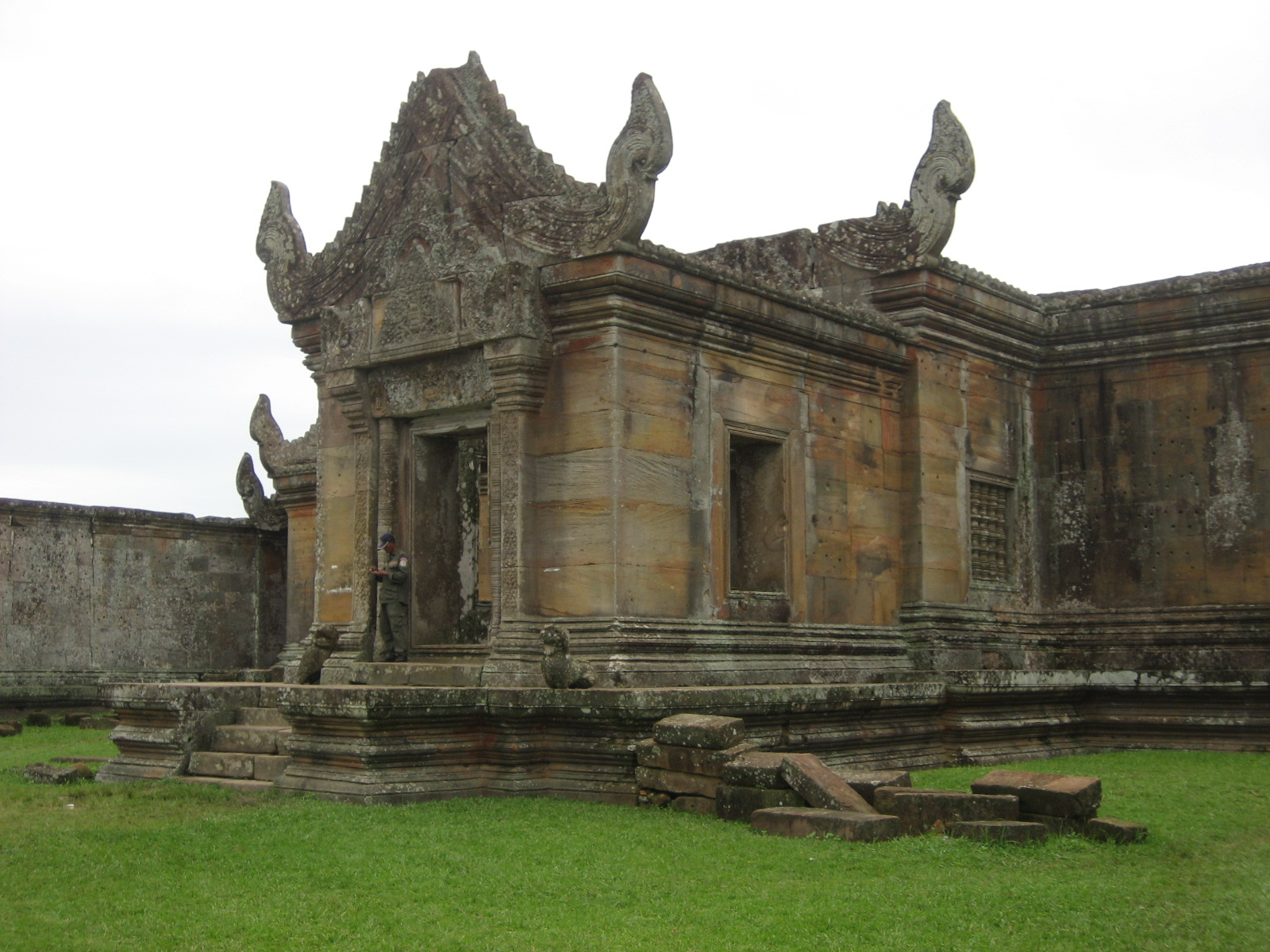
プレアヴィヒア寺院
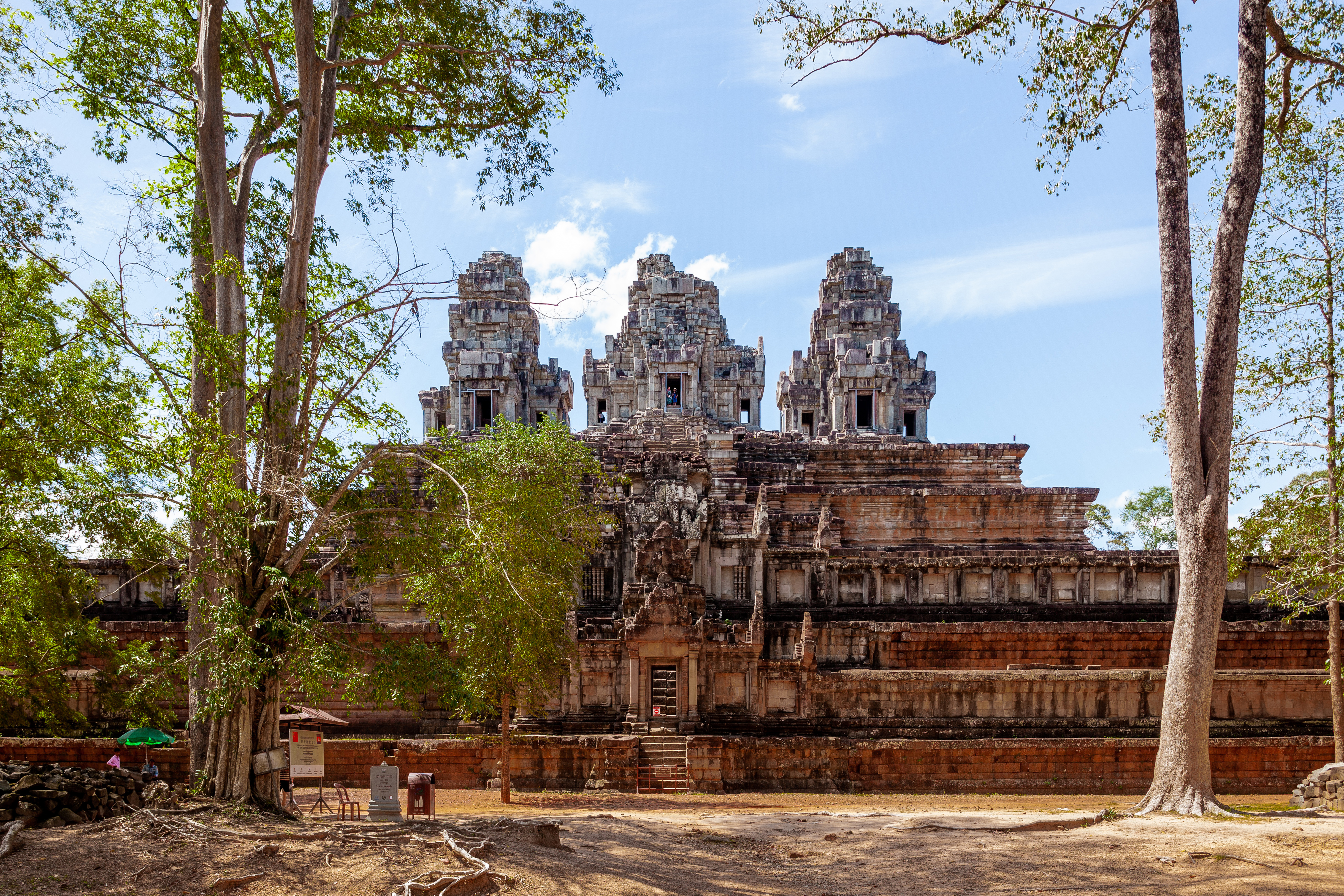
タ・ケウ
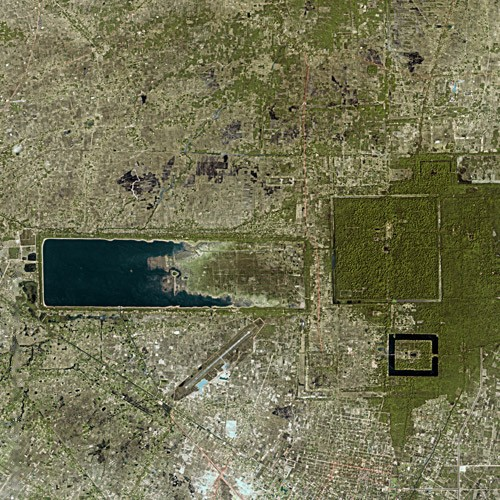
西バライ（貯水池）

1050年、スーリヤヴァルマンは死去し、王位は息子のウダヤーディチャヴァルマン2世が継承し、1066年からはその弟のハルシャーヴァルマン3世に継承された。しかしハルシャーヴァルマン3世の時代は内乱とチャンパ王国（ベトナム）の侵入を受けて国内が混乱し、有力家系のマヒーダラプラ家からスーリヤヴァルマン2世が即位する1113年まで混乱が続いた。